# Agnès Varda
Agnès Varda (n. 30 mai 1928, Elsene, Comunitatea Francofonă din Belgia⁠(d), Belgia – d. 29 martie 2019, Paris, Franța) a fost un regizor de film belgian. 

## Biografie
Varda a fost un regizor independent și determinat, cu coregrafii și decorațiuni acute, adesea combinând materiale documentare cu o poveste fictivă.  Cunoscut sub numele de bunica noului val francez și unul dintre pionierii cinematografiei feministe. 
A fost una dintre marile figuri ale nouvelle vague francez și a rămas fidelă convingerilor sale de artist independent, dar asta nu a împiedicat-o să se adapteze la schimbările tehnologice ale celei de-a șaptea arte și s-a bucurat de succesul public până la sfârșitul carierei sale. 
Primul film al lui Agnès Varda, Le pointe-courte (1956), a fost realizat de Alain Resnais.  Amestecul de materiale documentare cu situații și personaje fictive va marca munca ei ulterioară. Cleo de la 5 la 7 (1961) a demonstrat, cu amestecul său de aventură de culoare și alb-negru, o îndrăzneală stilistică împărtășită cu colegii ei de la nouvelle vague. 
Următoarea sa lucrare, Le Bonheur (Fericirea) (1965), reprezintă o nouă abordare în opera Agnesei Varda. Filmat în stil artă pop, caracterizat de excesul de culoare, care amintește de un stil pe care l-a considerat artificial în filmele soțului ei, Jacques Demy, povestește despre o femeie fericită căsătorită cu doi copii, soțul are o iubită. Când se confruntă cu infidelitatea lui, ea moare înecată. În sfârșitul teribil al filmului, amanta o înlocuiește pe soție în sentimentele soțului ei pentru totdeauna. Copiii o acceptă, soțul o iubește și viața merge mai departe. 
Pe parcursul anilor șaizeci, Varda a făcut niște filme politice împotriva războiului din Vietnam și în sprijinul Panterelor Negre. În 1985, a regizat  Sans toi ni loi (Fără acoperiș și fără lege). Cu Les Glaneurs et la glaneuse (Culegătorii și culegătoarea de spice) ( 2000 ), un eseu documentar filmat cu o cameră digitală de mână, a arătat că nu și-a pierdut calitățile. 
A murit la Paris în 2019, la 90 de ani. 
Îi este atribuită afirmația: "Un documentar este un mod de a se elibera de egoism".

## Filmografie
| Titlu original                                 | Titlu în română                                             | Țară                        | An        | Calitate                                    |
| ---------------------------------------------- | ----------------------------------------------------------- | --------------------------- | --------- | ------------------------------------------- |
| La Pointe Courte                               | -                                                           | Franța                      | 1956      | Regizor, scenarist                          |
| Cléo de 5 à 7                                  | Cleo de la 5 la 7                                           | Franța / Italia             | 1962      | Regizor, scenarist                          |
| Le Bonheur                                     | Fericirea                                                   | Franța                      | 1965      | Regizor, scenarist                          |
| Loin du Vietnam                                | Departe de Vietnam                                          | Franța                      | 1967      | Co-regizor                                  |
| Lions Love (titlu în engleză)                  | Lions Love                                                  | Statele Unite / Franța      | 1969      | Director, scenarist, producător             |
| Daguerréotypes                                 | -                                                           | Franța                      | 1975      | Regizor, scenarist                          |
| Une chante, l'autre pas)                       | Una cântă, cealaltă nu                                      | Venezuela / Franța / Belgia | 1977      | Regizor, scenarist                          |
| Documenteur                                    | Documințar (joc de cuvinte)                                 | Franța                      | 1980-1981 | Regizor, scenarist                          |
| Sans toit ni loi                               | Fără acoperiș fără lege                                     | Franța / Regatul Unit       | 1985      | Director, scenarist, editor                 |
| Jane B. de Agnès V.                            | Jane B. de Agnes V.                                         | Franța                      | 1986-1987 | Director, scenarist, editor                 |
| Kung-Fu Master                                 | Kung-Fu Master                                              | Franța                      | 1987      | Regizor, scenarist                          |
| Jacquot de Nantes                              | -                                                           | Franța                      | 1990      | Regizor, scenarist                          |
| Les Cent et une nuits                          | O sută și una de nopți                                      | Franța / Regatul Unit       | 1994      | Regizor, scenarist                          |
| Les Glaneurs et la glaneuse                    | Culegătorii și culegătoarea de spice                        | Franța                      | 2000      | Director, scenarist, producător, producător |
| Les Glaneurs et la Glaneuse ... deux ans après | Culegătorii și culegătoarea de spice ... doi ani mai târziu | Franța                      | 2002      | Director, producător                        |
| Leul volatil                                   | -                                                           | Franța                      | 2003      | Director, scenarist, producător, producător |
| Les Plages d'Agnès                             | Plajele Agnesei                                             | Franța                      | 2008      | Director, scenarist, producător             |
| Visages, villages                              | Chipuri, sate                                               | Franța                      | 2017      | director                                    |